# 馬約爾西克
47°16′29″N 29°46′23″E / 47.27472°N 29.77306°E
馬約爾斯凱（烏克蘭語：Майорське）是位於烏克蘭西南部的村莊，由敖德萨州羅茲季利納區的扎哈里夫卡市鎮負責管轄。該村始建於1791年，面積1.28平方公里，海拔高度71米，2001年人口392，人口密度每平方公里306.25人。